# Anilios waitii
Anilios waitii — вид змій родини сліпунів (Typhlopidae). Ендемік Австралії. Вид названий на честь австралійського зоолога Едгара Равенсвуда Вейта.

## Поширення і екологія
Anilios waitii мешкають на південному заході Західної Австралії. Вони живуть на луках, в рідколіссях та в заростях мульги, що ростуть на піщаних ґрунтах і суглинках. Живляться личинками і лялечками мурах і термітів.